# Distaplia unigermis
Distaplia unigermis is een zakpijpensoort uit de familie van de Holozoidae. De wetenschappelijke naam van de soort is voor het eerst geldig gepubliceerd in 1965 door Ivanova Kazas.